# Злоћудни рак уда
Злоћудни рак уда, карцином пениса је злоћудан или малигни тумор који се може формирати било где дуж осовине уда (пениса), али већина се појављују на препуцијуму или главићу. Расте на било ком ткиву које улази у састав пениса. Најчешћи облик је планоцелуларни карцином коже пениса, који потиче из плочастослојевитог епитела. Сличан је карциному плочастих ћелија на другим деловима коже, као што су лице и руке. Неке врсте рака пениса су меланоми, који се јављају као плаво-браон равне мрље и имају тенденцију да се брзо шире. Понекад, из дубоких ткива пениса може се развити рак, типичан облик саркома.
Карцином пениса сличне је патологије као и планоцелуларни карцином орофаринкса женских гениталија (грлића материце, вагине, вулве) и чмара (ануса), па се претпоставља да се природа према половим, када су у питању болести, својим активностима понаша мање више подједнако.
Карцином пениса који се примарно развија у подручју кожице (препуцијума) након извесног времена шири се и постаје све већи, да би у завршној фази болести захватио дубока ткива у телу пениса и лимфне чворове у препонама (ингвинална подручје) или карлице. Према начину настанка карцином пениса је, болест лоше хигијене, која доводи до пропадања ћелија кожице пениса, шти има за последицу иритацију која доводи до развоја рака. У том смислу, социјалне, културне навике, хигијена и религиозни обичаји, значајно доприносе факторима ризика. Постоји јасно документована повезаност између хуманог папилома вируса (ХПВ) и сквамоцелуларног карцинома (СЦК).
Како обично споро расте карцином пениса је излечив ако се рано открије. Међутим због минимизирања тегоба од стране болесника, ови тумори се откривају релативно касно, око годину дана од појаве симптома. У 21. веку стопа излечења од карцинома пениса значајно је порасла и до 80%, због нових сазнања о овој болести, раног откривања, технолошких достигнућа и примене специјализоване терапије.
Клинички, карцином пениса манифестује се као подигнута бубуљица или лезија на пенису, или у облику необјашњиве промене у боји коже. Као и многе врсте рака, дијагностикује се уз помоћу биопсије. Врсту и начин лечење одређује величина и стадијум рака. Ако је рак мали и локалан, може се лечити хируршки, хемијски, зрачењем или ласером без значајних оштећења или нарушавања функције пениса. Ако се рак велики или се значајно проширио у дубља ткива пениса, радикална операција је метод избора за већину мушкараца. Терапија зрачењем је једна од могућности, али резултати су лошији. Ако се тумор проширио на лимфне чворове, операција се комбинује са зрачењем. Примена хемотерапија је од малог значаја код лечења обимних карцинома пениса.

## Епидемиологија
Морбидитет
У Европи и САД, примарни карцином пениса се ретко јавља, са укупном инциденцом мањом од 1 на 100.000 мушкараца. Међутим, постоје значајне географске варијације унутар Европе, у којој се у појединим областима пријављује појаву веће од 1 на 100.000 мушкараца.
На глобалном нивоу инциденца карцином пениса је око 0,5% од свих малигнитета. Статистички гледано овај тумор се јавља код отприлике 2 особе на 100.000 становника, нешто чешће у земљама у развоју и руралним подручјима, него у урбаним срединама.
Старост
Тумор се ретко јавља код обрезаних мушкараца, а претежно од ове болести болују особе старије од 50 година. Учесталост расте са годинама живота, али то не искључује појаву и код младих или било када током живота.
Расна, етничка и географска припадност
Инциденција карцинома пениса варира у односу на расну, етничку припадност и географску локацију. Инциденца код хиспано американаца је 1,01 : 100.000), Ескима и Индијанца 0,77 : 100.000), црначке популација 0,62 : 100.000) и код популације белаца 0,51 : 100.000.
У мање развијеним земљама света (Средња и Јужна Америка, Азија, Африка) инциденција карцинома пениса је у сталном порасту, а сам карцином чини 10-20% свих малигних болести мушке популације. Тако инциденција карцинома пениса у Индији износи 0,7-3 : 100.000, у Бразилу 8,3 : 100.000, док је у Уганди највећа, јер чини до 10% свих малигних болести у овој земљи.
У заједницама где се примењује циркумцизија (обрезивање) код новорођенчади и предпубертетске деце инциденција карцинома пениса је изразито мала. Ту заједницу чине јеврејска, муслиманска и ИБОС популација у Нигерији.
У европским земља инциденција карцинома пениса углавном стагнира.

## Етиологија
Карцином сквамозних ћелија броји више од 95% случајева злоћудних болести пениса, и зато је најчешћи хистолошки облик рака пениса планоцелуларни карцином.
Етиолошки се повезује са недостатком хигијене, фимозом и задржавањем смегме унутар препуцијума, као и присуством Хуманих папилома вируса. Обрезивањем се постиже готово потпуна заштита од ове болести.
На основу недавних истраживања доказана је повезаност хуманог папилома вируса (ХПВ) и карцинома пениса, посебно повезаност ХПВ-а 16 и 18 са планоцелуларним карциномом пениса. Код неких болесника са планоцелуларни карциномом гланса пениса био је изолован ХПВ 16 у семеној течности и брису уретре. ХПВ 16 је уједно најчешћи откривени вирус код примарног карцинома пениса који се налази и у метастатским лезијама. Колико су ХПВ 16 и 18 опасни показује чињеница да оба типа ХПВ вируса узрокују 70% карцинома цервикса, вагине и ануса те 40-50% карцинома вулве и орофаринкса. Доказано је да инфекција ХПВ-ом расте са непрекидним мењањем сексуалних партнера, а на тај начин и инциденција карцинома пениса, која повећава ризик за 3-5 пута.
Карцином пениса је у корелацији са старошћу болесника и додатни је ризик за настанак карцинома, јер се са старењем повећава и ризик за настанак карцинома иако се не може искључити да се он неће јавити и код млађих особа.
| Фактори ризика                                                                   | Релевантност |
| -------------------------------------------------------------------------------- | --- |
| Фимоза                                                                           | [ 16 ] [ 17 ] |
| Хронична упала пениса (баланопоститис ан са фимозом) Склерозни и атрофични лишај | [ 18 ] |
| Псорален и УВ фототерапија за различита дерматолошка стања као што је псоријаза  | Учесталост 9,51 на више од 250 третмана. |
| Пушење дувана                                                                    | Пет пута повећан ризик (95% ЦИ 2,0-10,1) у односу на непушаче.                                                                                              |
| ХПВ инфекција, кондиломи                                                         | Код ХПВ учесталост верукозног планоцелуларног карцинома, је већа за 22,4%. Код кондилома учесталост базалног - брадавичастог карцинома је већа за 36-66.3%. |
| Низак социјално-економски статус и већи број нежења у руралним подручјима        | [ 21 ] [ 22 ] [ 23 ] [ 24 ] |
| Више сексуалних партнера и рано ступање у први сексуални однос                   | 3-5 пута већи ризик од појаве рака пениса. |

## Патогенеза
Карцином пениса започиње као мала егзофитична или улцерација (раница), најчешће локализована на главићу пениса (21%), препуцијуму (9%), коронарном сулкусима (6%) и телу пениса (2%). Потом пробија букову фасцију и тунику албугинеу и инфилтрира кавернозно тело пениса.
Када се ћелије карцинома пениса одвоје од примарног (изворног) тумора оне могу да путују лимфом и крвљу на друга места у телу, и на тим местима где се зауставе формирају метастазе. Секундарни (метастатски) тумор има исте карактеристике као и примарни тумор.
Патогенетски гледано постоје три начина на који се карцином пениса шири у телу; кроз ткива, лимфу и крв.
Ширење карцинома кроз ткива.
Карцином се шири непосредним захватањем или продором у околно здраво ткиво.
Ширење карцинома кроз лимфни систем.
Карцином захвата лимфни систем и шири се кроз лимфне судове на друге локације у телу. тако настају прве лимфогене метастазе које захватају површинске ингвиналне чворове, да би се потом прошириле на дубоке ингвиналне чворове, затим на карличне лимфне чворове, и потом захватиле удаљене абдоминалне лимфне чворове или лимфне чворове других регија.
Ширење карцинома кроз крв.
Рак захвати вене и капиларе и путујући крвљу доспева на друге локације у телу. Хематогене метастазе захватају јетру, плућа, кости и мозак.

## Класификација
У табели је приказана нова 2009 ТНМ класификација за карцином пениса која укључује бројне промене и категорије код тумора пениса.
| Т                                                             | N                                                                                       | M                                          |
| ------------------------------------------------------------- | --------------------------------------------------------------------------------------- | ------------------------------------------ |
| Tx — примарни тумор се не може утврдити                       | N0 — без палпабилног и видљивог повећања ингвиналних lgl                                | M0 — одсутство метастаза у другим органима |
| Т0 — без примарног тумора                                     | N1 — палпабилен покретни мултипли или билатерални ингвинални lgl                        | M1 — метастазе у другим органима           |
| Tis — Рак ин ситу                                             | N2 — палпабилни покретни мултипли или билатерални ингвинални lgl                        |                                            |
| Та — неинвазивни верукозни карцином, без деструктивних лезија | N3 — фиксирана ингвинална маса или пелвична лимфаденопатија, унилатерална и билатерална |                                            |
| T1 — тумор инфилтрира субепително везивно ткиво               |                                                                                         |                                            |
| T2 — тумор инфилтрира спонгиозно тело / кавернозна            |                                                                                         |                                            |
| T3 — тумор инфилтрира уретру                                  |                                                                                         |                                            |
| T4 — тумор инфилтрира суседне органе                          |                                                                                         |                                            |

## Патофизиологија
Патофизиолошки, карцином пениса постаје манифестан тек када туморски процес дође у узнапредовали стадијуму и дубље продре кроз пенис све до мокраћне цеви. Услед зачепљена мокраћна цеви туморском масом, јавља се застој у мокрењу, са последичним променама у мокраћном систему због анурије. Ове промене у мокраћном систему испољавају се трабекулацијом мокраћне бешике, због декомпензацијама детрузора. Јавља се хидроуретер и хидронефроза који доводе до оштећења и инсуфицијенције бубрега. Такође зачепљење мокраћног система узрокује кристализацију мокраће која резултује појавом каменца у мокраћном систему. Застој у излучивању мокраће и појава каменаца уједно је и основа за стварање уроинфекције и уросепсе.
Појава метастаза у јетрени може изазвати појаву порталне хипертензије, оштећења јетре, отказ функција јетре. Коштане метастазе узрокују фрактуре костију и појаву болова. Мождане метастазе узрокују неуралне испаде.
Након развоја метастаза метаболизам организма се убрзава, како би задовољио потребе тумора па долази до катаболичке разградње угљених хидрата, масти, протеина што доводи, у крајњем исходу, до кахексије организма.

## Клиничка слика
Клиничка слика планоцелуларних карцинома пениса карактерише се; променама које се прво развија на главићу, у коронарном жлебу или испод препуцијума, полног уда.
Наком мале еритематозне промене, дуже време ограничена на кожи, развија се егзофитична форма тумора у облику гљиве или ендофитичног инфилтрират са улцерацијама.
Овај тип тумора као и сви карциноми знатно чешће метастазира, већином у површне и у дубоке ингуинофеморалне и карличне лимфне чворове, али и на удаљене локације (нпр. плућа, јетру, кост, мозак), доста ретко, осим у касним фазама болести.
Већина болесника јавља се лекару због ранице која не исцељује, малог отврднућа коже или због необичне пустуле или брадавице. Улцерација зна бити површна али и дубока са заврнутим ивицама.
Како многи болесници рак не уочавају или га прикривају, а он није праћен боловима, јављају се касно.

## Дијагноза
Дијагноза се поставља на основу анамнезе, физикалног прегледа, имиџинг тестова, биопсије ткива.
Физикални преглед
Код карцином пениса физикалним прегледом суспектне промене на карцинома пениса одређује се на основу:
- Димензије лезије или суспектног поља
- Тачне локацију лезије
- Број лезија
- Морфологије лезије (папиларна, нодуларна, улцерозна или равна)
- Односа лезије са осталим структурама (субмукоза, туника албугинеа, уретра, спонгиозно и кавернозно тело).
- Боје и границе лезије
- Дужина пениса

Имиџинг тестови
Мада је физикални преглед доста поуздан у процени инфилтрације у кавернозно и спонгиозно тело, ако постоји сумња у дубину инфилтрације или проксималне екстензије обавезно треба уз помоћ магнетне резонанце, код пениса у ерекцији (након убризгавања простагландина) обавити снимање.
Биопсија
Потреба за биопсијом и хистопатолошком верификацијом карцинома пениса зависи од следећих чинилаца:
- Сумња о тачној природи лезије
- Лечење лимфних жлезди засновано на преоперативном хистопатолошком налазу.

У овим случајевима биопсија се саветује. Иако „punch“ биопсија може бити довољна за површне лезије, препоручује се ексцизија.
Нема потребе за биопсијом уколико:
- Нема сумње по питању дијагнозе
- Лечење лимфних жлезда је одложено након третмана примарног тумора и или хистолошког испитивања, прве жлезде у које се шири малигна болест.

## Терапија
Лечење карцинома пениса је хируршко и састоји се од радикално исецање промена до у здраво ткиво пениса. Код запуштених случајева најчешће се мора извршити ампутација дисталних делова пениса, са дисекцијом регионалних лимфних жлезда.
Циркумцизија (обрезивање) или аблација ласером може бити довољна за мале, површне промене, али је за веће, инфилтративне лезије потребно извршити тоталну пенектомију, најчешће уз илиоингуиналну лимфаденектомију. Парцијална пенектомија која подразумева уклањање само врха или главе пениса, је поштедна интервенција јер штеди што већи део тела пениса. Она се примењује ако се тумор може у целости ексцидирати са одговарајућим ивицама< како би се очувало дебло пениса које омогућава мокрење и сексуалне функције.
Ако је тумор високог степена или ураста у кавернозна тела пенида, неопходна је обострана илиоингуинална лимфаденектомија.
У зависности од стадијума болести могу се применити радијациона и хемиотерапија. За узнапредовали инвазивни рак може се истовремено применити операција и радиотерапија, али излечење је мало вероватно. При одмаклом облику рака хемотерапија има незадовољавајуће резултате.

## Прогноза
Прогноза болесника са карциномом пениса примарно зависи од времена када је откривен и стадијума у којем је откривен. Појава лимфогених и хематогени метастаза има значајну улогу у преживљавању болесника са карцином пениса.
Петогодишње преживљавање болесника са карциномом пениса је код:
- првог и другог стадијума 85%,
- трећег стадијума 59%,
- четвртом стадијума 11%.

## Превенција
У заједницама где се примењује циркумцизија (обрезивање) код новорођенчади и предпубертетске деце инциденција карцинома пениса је изразито мала. Рана циркумцизија смањује карцином пениса за 3 до 5 пута. Међутим циркумцизија у одраслих особа не утиче значајно на смањење учесталости карцинома пениса.
Колико смањивање фактора ризика утиче на инциденцију карцинома пениса најбоље показује податак по коме је инциденција карцинома пениса у Сједињеним Америчким Државама у периоду од 1973 до 2002. у сталном паду. Тако је у периоду између 1973. и 1982. инциденција у САД износила 0,89 : 100.000, да би се смањила између 1983. и 1992. на 0,69 : 100.000, између 1993. и 2002. на 0,58 : 100.000.
Најчешће мере превенције
- Добра хигијена гениталија, која подразумева прање пениса, скротум и кожице једном дневно обичном водом, која може да спречи баланитис, као један од узрока рака пениса. Међутим, треба избегавати сапуне са агресивним састојцима.[12]
- Престанак пушења може да смањи ризик од појаве рака пениса.[37]
- Обрезивање током детињства или у детињству може да пружи делимичну заштиту од рака пениса. Неколико аутори предложило је обрезивања као могућу стратегију за превенцију рака пениса,[38][39][40] док Америчко удружење за кацер напомиње да Америчко удружење педијатара и Канадска Академија педијатрија препоручују рутинско обрезивање у неонаталном периоду.[1]
- Третирањем фимозе може се спречити баланити, пре свега добром хигијену и редовним повлачењем кожице у топлој води.[12]
- Код парафимоза може се редовним превлачењем навлаке у дужем временском периоду, деловати превентивно у спречавању карцинома пениса.[12]